# 洲子 (宜蘭縣)
洲子，原寫為洲仔，是台灣宜蘭縣員山鄉的一個傳統地域名稱，位於該鄉南部。相較於今日行政區，其範圍大致包括深溝村中部、蓁巷村南部。

## 歷史
台灣清治末期，洲子地區為一街庄，稱為「洲仔庄」，隸屬於浮洲堡。該庄昔日南隔濁水溪（今蘭陽溪）主流及沙洲地與中溪洲庄為界，西與紅柴林庄為鄰，北邊為深溝庄，東邊為溪洲庄。
1901年（日治明治三十四年）11月，廢縣廳改設二十廳，該庄隸屬於宜蘭廳，編入第九區。1905年（明治三十八年）7月，第九區改名「浮洲區」。1909年（明治四十二年）10月，合併二十廳為十二廳，該庄仍隸屬於宜蘭廳。1920年（大正九年），廢十二廳改設五州二廳，該庄改制並雅化為「洲子」大字，隸屬於臺北州宜蘭郡員山庄，大字下有「洲子」、「蚊仔煙埔」小字名。
戰後員山庄改制為員山鄉，隸屬於臺北縣，大字改制為村。1950年10月，北、基、宜分治，員山鄉改隸屬於宜蘭縣。

## 聚落
本地區發展較早的聚落為洲仔，在日治期初期的官方地圖上已有記載。

## 交通
省道台7線（員山路二段）俗稱「北部橫貫公路」，是桃園大溪至宜蘭壯圍的幹道，大致以西南—東北走向經過洲子地區西北角一小部分。由該道路向西南轉西北再西南可前往大同、復興、大溪等地，向東北可前往宜蘭、壯圍公館並止於省道台2線路口。
鄉道宜18-2線（石頭厝路、長堤路）是大湖至再連的道路，其西南側端點位於本地區西北角邊界外緣的省道台7線路口。由此向東沿本地區西部的蘭陽溪北岸而行，出境後經昔日中溪洲地區東北部的葫蘆堵後，轉西北經溪洲地區西南部，再次經過本地區東北部邊界，後轉向西經過本地區東北角一小部分後出境，後轉北北西可前往深溝東部，再轉西南西可前往三鬮，再轉北可前往大湖並止於省道台7丁線路口。
鄉道宜61線（深洲路）是尚德至大洲的道路，大致以北北西－南南東走向蜿蜒經過本地區東部。由該道路向北北西可前往深溝北部東側近邊界地帶的省道台7線路口，向南南東可前往中溪洲東部、大洲並止於縣道196號路口。